# 레부차구

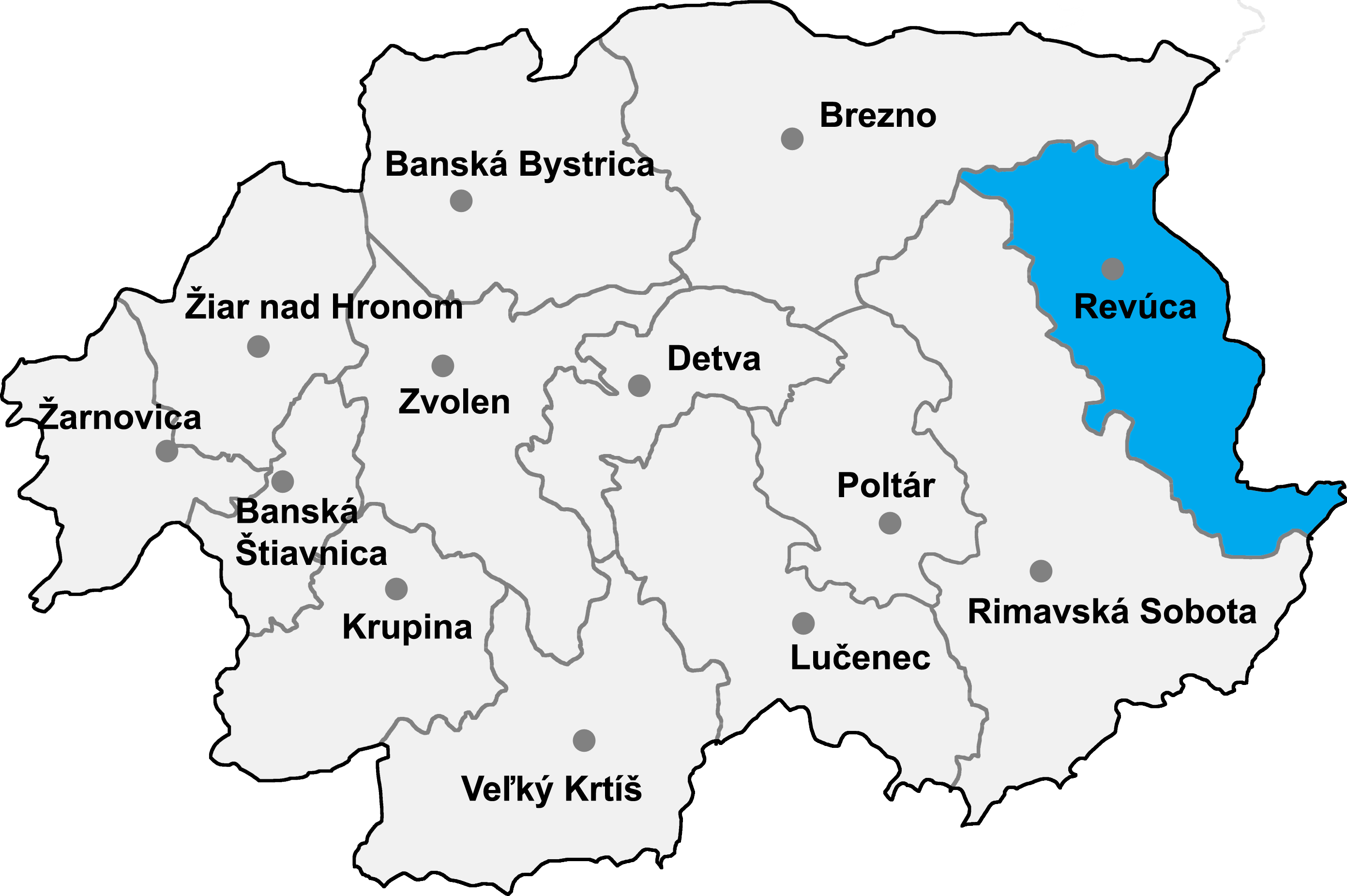
레부차구의 위치

레부차구(슬로바키아어: Okres Revúca)는 슬로바키아 반스카비스트리차주를 구성하는 13개 구 가운데 하나로 행정 중심지는 레부차이며 면적은 730.26km2, 인구는 40,205명(2014년 기준), 인구 밀도는 55.06명/km2이다.
반스카비스트리차주 동부에 위치하며 42개 지방 자치체(3개 시, 39개 마을)를 관할한다. 동쪽으로는 코시체주 로주냐바구, 북쪽으로는 브레즈노구, 서쪽으로는 리마우스카소보타구와 접하며 남쪽으로는 헝가리와 국경을 접한다.